# Cryphia duldulica
Cryphia duldulica là một loài bướm đêm trong họ Noctuidae.